# Valdepolo
Valdepolo – gmina w Hiszpanii, w prowincji León, w Kastylii i León, o powierzchni 142,54 km². W 2011 roku gmina liczyła 1328 mieszkańców.